# Фалак (музыка)
Фалак (араб. فلک‎) — таджикская народная музыка. В фалаке используются в основном двустишия и рубаи.
Музыкальный жанр фалак распространен кроме Таджикистана также в северной части Афганистана и некоторых таджикских регионах Пакистана и Индии. По манере исполнения, использования разных инструментов и географической расположенности фалак разделен на дашти, раги, дарвази, афгани (бадахшани) и кухистани. Традиционно фалак исполняется в сопровождении дутара (домбры), гиджака, ная (тутака), сетора, бадахшанского рубаба под аккомпанемент дойры и таблака.
Само название этого вида искусства пришло из арабского языка. В прямом переводе слово «фалак» означает «небосвод». Изначально исполнители фалака обращались в песне к небу, делясь с ним своими переживаниями и прося защиты и благословения. В переносном значении термин означает «судьба».
Официальное внесение «Фалак» во всемирный список культурного наследия человечества было провозглашено Председателем Комитета всемирного наследия  господином Пунчи Ниламе Мегасват Ответственным секретарем Национальной комиссии Шри Ланка по делам ЮНЕСКО.